# مناد نوبة
اللواء نوبة مناد. قائد أركان قيادة سلاح الدرك الوطني، قائد الدرك الوطني الجزائري، خلفا للفريق أحمد بوسطيلة الذي أحيل على التقاعد بعد قضائه 15 سنة على رأس الجهاز.

## سيرته
ولد بولاية وهران متزوج له خمسة أبناء، ذو خبرة طويلة في الدرك الوطني، شغل عدة مناصب في هرم قيادته (قائد بالقيادة الجهوية للدرك الوطني بوهران)
كان يشغل منصب قائد أركان قيادة سلاح الدرك الوطني قبل توليه قائد أركان الدرك الوطني.
تمت ترقيته في جوان 2010 من عقيد إلى عميد.
أقيل من منصبه وأحيل على التقاعد في جويلية 2018 إثر فضيحة الكوكايين.